# Włodzimierz Kopijkowski

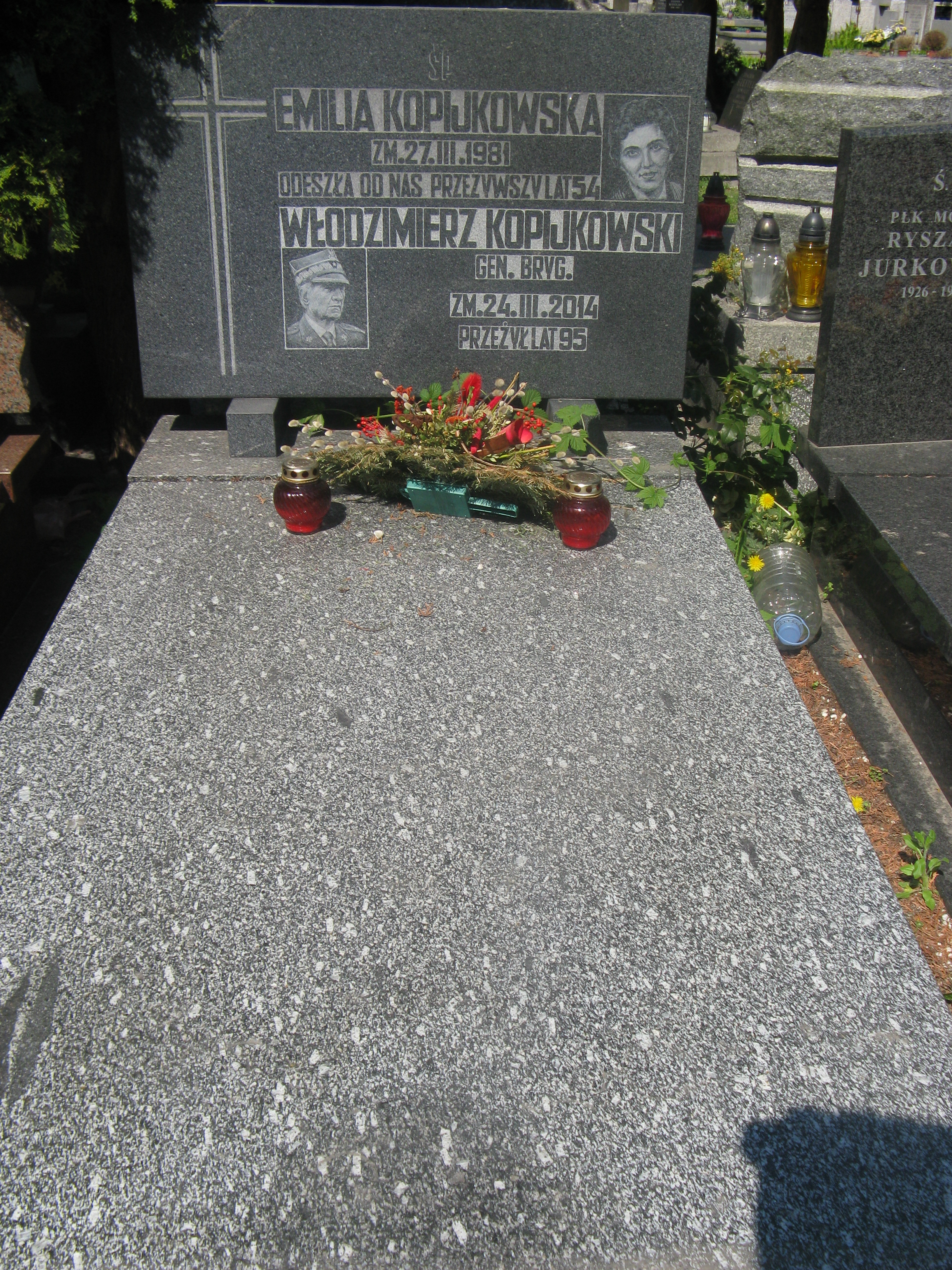
Grób Włodzimierza Kopijkowskiego na Cmentarzu Wojskowym na Powązkach

Włodzimierz Kopijkowski (ur. 10 kwietnia 1919 w Żytyniu na Wołyniu, zm. 24 marca 2014 w Warszawie) – generał brygady ludowego Wojska Polskiego, dowódca pułku, dywizji i korpusu, szef sztabu okręgu wojskowego.

## Życiorys
Urodził się w Żytyniu (Wołyń). Po likwidacji cukrowni w tej miejscowości wraz z rodziną przeniósł się do wsi Aleksandria, gdzie ukończył 7 klas szkoły powszechnej. W 1934 rozpoczął naukę w Gimnazjum w Równem, jednak po roku przerwał ją ze względu na trudności finansowe rodziny. Od września 1935 uczył się w Podoficerskiej Szkoły dla Małoletnich Nr 3 w Nisku, którą ukończył 30 lipca 1938 z oceną dobrą. Następnie został na własną prośbę wcielony do 45 Pułku Piechoty Strzelców Kresowych 13 Dywizji Piechoty w Równem, gdzie służył na stanowisku dowódcy drużyny szkolnej kompanii ckm, a następnie był instruktorem do zapoznania kadry pułku z bronią produkcji polskiej.
Brał udział w Wojnie Obronnej 1939 w szeregach 13 Dywizji Piechoty, która weszła w skład Armii „Prusy”. W dniu 6 września dywizja i pułk zostały rozbite przez czołgi XVI Korpusu Pancernego armii niemieckiej. Jako dowódca plutonu ckm 3 szkolnej kompanii ckm wziął udział w walkach w rejonie Tomaszowa Mazowieckiego, przeprawiając się przez Wisłę i maszerując na Lwów, gdzie 19 września rozwiązano jego oddział. Po powrocie do domu rodzinnego pracował jako robotnik leśny. Ukończył w trybie zaocznym Technikum Leśne w Krzemieńcu. Następnie był kierownikiem robót leśnych w miejscowości Stara Lubomirka, a w 1941 kierownikiem tartaku w Lubomirsku koło Równego. W latach okupacji niemieckiej organizator i dowódca samoobrony osiedla Lubomirsk przed terrorem nacjonalistów ukraińskich. W 1944 na czele polskiego oddziału samoobrony 5 Pułku Piechoty Gwardii Armii Czerwonej brał udział w wyzwoleniu miasta Równe. Następnie 22 lutego 1944 w Sumach wstąpił do LWP. Został skierowany do 1 zapasowego pułku piechoty, gdzie zweryfikowano go w stopniu podporucznika piechoty i wyznaczono na dowódcę kompanii ckm. Na początku 1945 wraz z pułkiem dotarł do Warszawy. W 1945 odbył roczne przeszkolenie w Akademii Wojskowej im. Michaiła Frunzego w Moskwie.
Po powrocie do kraju był komendantem pułkowej szkoły podoficerskiej w 11 pułku piechoty w Kaliszu (w strukturze 4 Dywizji Piechoty). Od 1946 roku był szefem sztabu 30 pułku piechoty w Rzeszowie (wraz z pułkiem brał w 1947 udział w akcji „Wisła” przeciwko oddziałom ukraińskim na Rzeszowszczyźnie i w Bieszczadach). Następnie był dowódcą 54 pułku piechoty w Mrągowie. Stamtąd został wytypowany i skierowany do Wojskowej Akademii Sztabu Generalnego Sił Zbrojnych ZSRR im. Woroszyłowa w Moskwie, gdzie studiował w latach 1948–1950. Po ukończeniu akademii otrzymał stanowisko dowódcy 2 pułku piechoty w Skierniewicach. Następnie był kolejno: szefem sztabu 1 Dywizji Piechoty im. Tadeusza Kościuszki (1950–1951), dowódcą 15 Dywizji Piechoty w Olsztynie (1951–1952) oraz szefem sztabu 8 Korpusu Armijnego w Olsztynie (1952–1956).
14 lipca 1956 na mocy zarządzenia Prezesa Rady Ministrów otrzymał nominację na stopień generała brygady. W roku 1956 był krótko dowódcą 8 Korpusu Armijnego w Olsztynie, a następnie szefem sztabu – zastępcą dowódcy Warszawskiego Okręgu Wojskowego (1956–1957) oraz szefem sztabu – zastępcą dowódcy Śląskiego Okręgu Wojskowego we Wrocławiu (1957–1959). W 1959 został zastępcą komendanta Akademii Sztabu Generalnego WP im. gen. Karola Świerczewskiego w Rembertowie ds. liniowych.
W latach 1965–1966 pełnił funkcję przedstawiciela PRL w Komisji Nadzorczej Państw Neutralnych w Korei w randze ministra pełnomocnego. Następnie powrócił na stanowisko zastępcy komendanta Akademii Sztabu Generalnego WP ds. liniowych. W latach 1972–1979 zastępca inspektora nadzoru zaplecza gospodarczego i technicznego WP (gen. dyw. Czesława Waryszaka). W stanie spoczynku od 20 maja 1980 roku. W związku z zakończeniem zawodowej służby wojskowej został 19 listopada 1979 przyjęty i pożegnany przez wiceministra obrony narodowej gen. broni Józefa Urbanowicza. Otrzymał też list gratulacyjny od ministra obrony narodowej gen armii Wojciecha Jaruzelskiego.
Członek PPR i PZPR. Aktywny działacz kombatancki – prezes Zarządu Środowiska Małoletnich – uczestników Wojny Obronnej 1939 oraz przewodniczący Krajowej Rady Żołnierzy Września 1939 roku przy Zarządzie Głównym Związku Kombatantów RP i Byłych Więźniów Politycznych. Przyczynił się do przyznania w 1994 przez Prezydenta RP stopni oficerskich wszystkim żyjącym absolwentom Szkół Podoficerskich Piechoty dla Małoletnich oraz do wprowadzenia tytułu  Weterana Walk o Wolność i Niepodległość Ojczyzny.
Pochowany na Cmentarzu Wojskowym na Powązkach w Warszawie (kwatera MII-5-9).

## Życie prywatne
Był synem Ananiusza i Marii z domu Pyżł. Mieszkał w Warszawie. Był wdowcem, żona Emilia Kopijkowska zmarła w 1981. Małżeństwo miało dwie córki.

## Odznaczenia
- Krzyż Komandorski Orderu Odrodzenia Polski (1973)
- Krzyż Oficerski Orderu Odrodzenia Polski (1963)
- Krzyż Kawalerski Orderu Odrodzenia Polski (1958)
- Krzyż Partyzancki (1947)
- Złoty Medal „Siły Zbrojne w Służbie Ojczyzny” (1968)
- Srebrny Medal Siły Zbrojne w Służbie Ojczyzny
- Brązowy Medal Siły Zbrojne w Służbie Ojczyzny
- Złoty Medal Za zasługi dla obronności kraju
- Odznaka "100-lecia sportu polskiego" (1967)[4]
- ponad 40 innych odznaczeń państwowych, wojskowych i pamiątkowych